# L'Alcúdia de Crespins
l'Alcúdia de Crespins (em valenciano e oficialmente) ou Alcudia de Crespins (em castelhano) é um município da Espanha na província de Valência, Comunidade Valenciana. Tem 5,2 km² de área e em 2021 tinha 5 144 habitantes (densidade: 989,2 hab./km²).

## Demografia
| Variação demográfica do município entre 1991 e 2004 | Variação demográfica do município entre 1991 e 2004 | Variação demográfica do município entre 1991 e 2004 | Variação demográfica do município entre 1991 e 2004 |
| --------------------------------------------------- | --------------------------------------------------- | --------------------------------------------------- | --------------------------------------------------- |
| 1991                                                | 1996                                                | 2001                                                | 2004                                                |
| 4091                                                | 4185                                                | 4344                                                | 4786                                                |